# Joseph de Maistre
Pour les articles homonymes, voir Maistre et Familles de Maistre.
Le comte Joseph de Maistre [ ʒozɛf də mɛstʁ] (Chambéry, 1er avril 1753 - Turin, 26 février 1821) est un homme politique, philosophe, magistrat et écrivain savoyard, sujet du royaume de Sardaigne.
Il est l'un des pères de la philosophie contre-révolutionnaire et un des critiques les plus importants des idées des Lumières. Il considère que la Révolution française représente un crime contre l'ordre naturel. Il défend le retour à une monarchie absolue. Il a influencé la pensée conservatrice et réactionnaire de manière très importante depuis le XVIIIe siècle.
Joseph de Maistre était membre du souverain Sénat de Savoie, avant d'émigrer en 1792 quand les forces armées françaises occupent la Savoie. Il passe ensuite quelques années en Russie, avant de retourner à Turin.

## Biographie

### Naissance

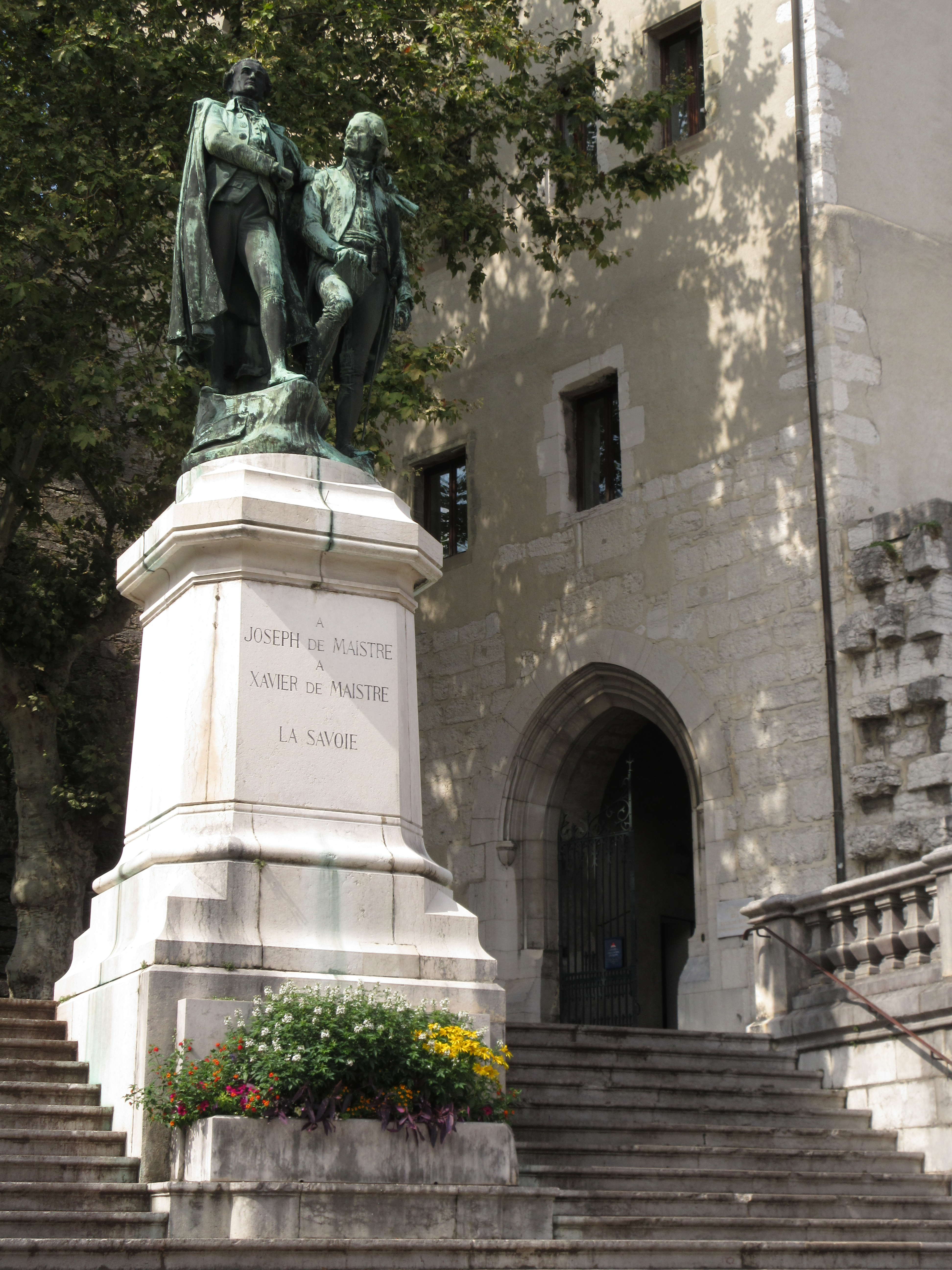
Statue des frères de Maistre à Chambéry

Joseph de Maistre est né le 1er avril 1753 à Chambéry, (Duché de Savoie), à l'hôtel de Salins, place de Lans, et aussitôt baptisé dans l'église Saint-Léger. Il est issu d'une famille originaire du Comté de Nice; son grand-père André était drapier à Nice et son père François-Xavier Maistre, magistrat à Nice puis, en 1740, au Sénat de Savoie à Chambéry, cette dernière charge lui conférant un privilège de noblesse héréditaire, fut élevé à la dignité de comte par le roi de Piémont-Sardaigne en 1778. Sa mère, Christine Demotz de La Salle (1727-1774) est issue d'une ancienne famille de magistrats savoyards. Il est l'aîné d'une famille de dix enfants et le parrain de son frère cadet, Xavier de Maistre, qui deviendra écrivain. Il étudie chez les Jésuites, dont il subira toute sa vie une profonde influence. En 1774, il entre dans la magistrature ; il est nommé sénateur en 1788, à l'âge de trente-cinq ans.
Avec son frère Xavier, il a participé au premier lancement d'une montgolfière en Savoie en 1784. Pendant 25 minutes, l'ingénieur Louis Brun et Xavier de Maistre survolent Chambéry avant d'atterrir dans le marais de Triviers.

### Franc-maçonnerie
Joseph de Maistre est en 1774 membre de la loge maçonnique Trois Mortiers en Chambéry. Il a les titres de grand orateur, de substitut des généraux et de maître symbolique. Il entend concilier son appartenance à la franc-maçonnerie avec une stricte orthodoxie catholique : entre autres, il refuse les thèses qui voyaient en la franc-maçonnerie et l'illuminisme les acteurs d'un complot ayant amené à la Révolution. Il écrit ainsi au baron Vignet des Étoles que « la franc-maçonnerie en général, qui date de plusieurs siècles […] n’a certainement, dans son principe, rien de commun avec la révolution françoise ».
Avec quelques frères de Chambéry, il fonde en 1778, la loge réformée écossaise de « La Sincérité », qui dépend du directoire écossais dont l'âme est Jean-Baptiste Willermoz (1730-1824), disciple de Joachim Martinès de Pasqually. Il est reçu chevalier bienfaisant de la Cité Sainte sous le nom de eques Josephus a Floribus (ce surnom fait allusion aux fleurs de souci de ses armoiries). Son œuvre reprend les enseignements de la maçonnerie : providentialisme, prophétisme, réversibilité des peines, etc. ; hautement investi dans la vie de cette société initiatique, à la veille du Convent de Wilhelmsbad (1782), il fait d'ailleurs parvenir à Jean-Baptiste Willermoz son célèbre Mémoire au duc de Brunswick. Il entretient par ailleurs une amitié avec Louis-Claude de Saint-Martin, pour lequel il avait une vive admiration, se faisant fort, disait-il, « de défendre en tous points l'orthodoxie », d'où son attrait pour le martinisme.
Lors de son séjour à Turin, en 1793, Joseph de Maistre adhère à la loge de La Stricte Observance (La Stretta Osservanza) qui relève du Rite écossais rectifié. Enfin, à Saint-Pétersbourg, il fréquente la loge de M. Stedingk, ambassadeur de Suède auprès du Tzar.
Au total, Joseph de Maistre a joué un rôle actif dans la franc-maçonnerie pendant environ 40 ans, et il est parvenu aux grades les plus élevés du Rite écossais rectifié et du martinisme. Il est répertorié sur la liste des francs-maçons célèbres dans le monde.
Joseph de Maistre a publié en 1782 le Mémoire au duc de Brunswick à l'occasion du Convent de Wilhelmsbad et en 1793 le Mémoire sur la Franc Maçonnerie adressé au baron Vignet des Étoles. Ces ouvrages sont régulièrement commentés ou étudiés comme des éléments historiques.

### Révolution française
Lorsque survient en 1789 la Révolution française, la Savoie, en tant que pays étranger, n'est pas directement impliquée dans les événements qui bouleversent la France. Les Savoyards suivent cependant ces événements de très près au contact des milliers de réfugiés français qui traversent le pays et y séjournent avant de s'exiler en Suisse ou au Piémont. Pour sa part, Joseph de Maistre admet lucidement les fondements de la Révolution. Il semble acquis aux idées nouvelles, qui d'ailleurs obtiennent au début les faveurs et l'assentiment du roi Louis XVI lui-même. Dans une intervention au souverain Sénat de Savoie, le sénateur de Maistre plaide pour que le peuple marche à grands pas vers l'égalité civile. Il déplore les excès populaires et les désordres qui bouleversent la vie du pays voisin. Et ce n'est que lorsque les institutions monarchiques et religieuses de France sont menacées que se forgent ses idées contre-révolutionnaires et antigallicanes, son jugement étant influencé par la lecture des Réflexions sur la Révolution de France d'Edmund Burke.
Certains biographes, dont Robert Triomphe, lui reprocheront ce qu'ils considèrent comme une volte-face. C'est sous-estimer la violence des événements de cette époque troublée que cet homme au caractère bien trempé, fidèle à la dynastie de Savoie, n'a pas l'intention de subir passivement.
Joseph de Maistre va entrer en résistance lorsque son pays est envahi dans la nuit du 21 au 22 septembre 1792 par les armées révolutionnaires françaises aux ordres du général Anne Pierre de Montesquiou-Fézensac. Le 23 octobre les députés savoyards désignés par le peuple sous le contrôle de l'occupant se constituent en Assemblée nationale des Allobroges, proclament la déchéance de la maison de Savoie, la suppression des sept provinces et l'unité indivisible de l'Allobrogie. Le 27 novembre 1792, la Convention nationale décrète la réunion de la Savoie à la France dont elle formera le 84e département. Dès lors le peuple savoyard est intégralement soumis au régime révolutionnaire français. La constitution civile du clergé imposée à la Savoie, malgré l'engagement de la France de respecter le libre exercice du culte et l'indépendance des prêtres, entraîne l'exil et la déportation d'un grand nombre de prêtres savoyards insermentés, et parfois leur exécution. Le 23 mars 1793, Chambéry assiste à la liquidation, par les révolutionnaires français, du Souverain Sénat de Savoie : Joseph de Maistre fut le seul sénateur à manifester sa résistance au nouveau pouvoir en place. En avril 1793, Annecy devient le centre des manœuvres de la contre-Révolution. Mgr de Thiollaz est l'âme de la résistance. Joseph de Maistre en est le conseil et l'orateur.
Joseph de Maistre se réfugie à Turin en 1792 dès l'invasion des troupes françaises. Dans l'hiver, il s'installe avec sa femme et leurs deux enfants, Adèle et Rodolphe, dans la cité d'Aoste, où il retrouve son frère Xavier et ses sœurs, Marie-Christine et Jeanne-Baptiste. Mais la Loi des Allobroges fait obligation aux réfugiés de revenir en Savoie sous peine de confiscation de leurs biens. De retour à Chambéry, les époux de Maistre refusent de prêter serment et subiront en tant qu'émigrés la mise en vente de leur maison de la place Saint-Léger, de leurs terres et de leurs vignes comme biens nationaux. Entre-temps, le 27 janvier 1793, madame de Maistre met au monde une petite fille qui sera baptisée à Chambéry sous le prénom de Constance et sera confiée provisoirement à sa grand-mère maternelle, Anne de Morand, pour échapper à la vie mouvementée de ses parents qui repartent en exil. C'était sans compter avec le régime de la Terreur, confirmé par la Loi des suspects : la grand-mère, accusée d'avoir une fille émigrée, est mise en prison à Chambéry le 16 août 1793. Elle récupèrera sa petite-fille à sa libération et l'élèvera en Savoie comme sa propre fille.
La famille de Maistre se réfugie à Lausanne où elle réside pendant quatre ans. Joseph remplit diverses missions pour le compte de son souverain, en qualité de correspondant des bureaux du ministère des Affaires étrangères Sardes. Responsable d'un réseau de Renseignements en Suisse, il doit notamment aider au recrutement de ses compatriotes pour accroître l'effectif des résistants de l'intérieur. En 1794, il publie à Lausanne les Lettres d'un royaliste savoisien à ses compatriotes. En 1795, il publie un pamphlet intitulé : Lettre de Jean-Claude Têtu, maire de Montagnole, à ses concitoyens. Ce libelle contre-révolutionnaire est tiré à plusieurs milliers d'exemplaires et va être lu avidement en Savoie. Le Conseil général demande en vain à la République de Genève d'en saisir les nouvelles éditions. Joseph de Maistre séjourne à Lausanne jusqu'en 1797, année au cours de laquelle il rejoint le roi à Turin.
Les troupes françaises ayant envahi le Piémont en 1798, la famille de Maistre se réfugie à Venise, après un périple mouvementé. Les soldats français du poste de contrôle qui ont intercepté leur embarcation sur le Pô, ne sachant pas déchiffrer leurs papiers d'identité, libèrent les voyageurs qui se déclarent originaires du canton de Neuchâtel, sujets du roi de Prusse. Le roi Charles-Emmanuel IV, déchu du duché de Savoie, abdique son trône de Piémont et se retire dans son royaume de Sardaigne. En 1799, alors que Charles-Emmanuel IV est revenu sur le continent et qu'il est retenu prisonnier à Florence, Joseph de Maistre rejoint Cagliari où il occupe le poste de régent de la Chancellerie.
Le roi Victor-Emmanuel Ier, successeur de son frère retiré dans un couvent en 1802, nomme Joseph de Maistre ministre plénipotentiaire à Saint-Pétersbourg. Ce dernier, en séjour à Rome, obtient une audience du pape Pie VII au Vatican. Il représente diplomatiquement les intérêts du royaume de Sardaigne en Russie avec un certain succès. L'ambassadeur est très apprécié de la bonne société pétersbourgeoise, dont les princes Galitzine et l'amiral Tchitchagov. Il obtient en 1805 de la part de l'amiral le poste de directeur de la bibliothèque et du musée de la Marine à Saint-Pétersbourg en faveur de son frère Xavier. Il rencontre l'empereur Alexandre Ier à de multiples reprises et devient son conseiller attitré. Pendant les 14 années de son mandat en Russie, il déploie une intense activité intellectuelle par ses études, et par ses échanges épistolaires. Parmi ses correspondants royalistes français, on relève les noms des comtes de Blacas et d'Avaray, représentant Louis XVIII à Mitau, (Jelgava) et du vicomte de Bonald.
Le premier Traité de Paris (1814) consacre le démantèlement de la Savoie, entre la France (qui conserve Chambéry et Annecy), la Suisse et le Royaume de Piémont-Sardaigne. Depuis Saint-Pétersbourg, où il résida jusqu'à 1816, Joseph de Maistre est déchiré : « Ma malheureuse patrie est dépecée et perdue. Je demeure au milieu du monde sans biens, et même, dans un certain sens, sans souverain. Étranger à la France, étranger à la Savoie, étranger au Piémont, j'ignore mon sort futur... »
Le deuxième traité de Paris, confirmé par le congrès de Vienne, consacre la restitution de la totalité de la Savoie, du comté de Nice et du Piémont au roi de Sardaigne. Parvenu à Turin, le roi Victor-Emmanuel Ier prend possession de ses états et rétablit en grande partie l'ancien régime.

### Retour en France
Pendant cette période, en Russie, Joseph de Maistre est convaincu de prosélytisme religieux, sous l'influence des Jésuites. Il serait, dit-on, à l'origine de la conversion au catholicisme de la comtesse Rostopchine et de sa fille, la future comtesse de Ségur. Les Jésuites sont expulsés de Saint-Pétersbourg et de Moscou en 1815 et quitteront définitivement la Russie en 1820. De son côté le représentant du roi de Sardaigne estime qu'il est soupçonné à tort et demande son rappel. Il rejoindra Turin en 1817.
Joseph de Maistre, sur la route du retour, va passer trois semaines à Paris au mois de mai 1817. Il obtient une audience de Louis XVIII qui le reçoit froidement. Auteur personnel de la Charte de 1814 octroyée aux Français, qui intègre certains principes de la Révolution par opposition au théoricien de la Monarchie absolue auquel il est confronté, le roi de France a sur le cœur les critiques formulées par l'auteur de l’Essai sur le principe générateur des Constitutions politiques : « Une des grandes erreurs d'un siècle qui les professa toutes, fut de croire qu'une constitution politique pouvait être écrite et créée a priori, tandis que la raison et l'expérience se réunissent pour établir qu'une constitution est une œuvre divine, et que ce qu'il y a précisément de plus fondamental et de plus essentiellement constitutionnel dans les lois d'une nation ne saurait être écrit ».
L'écrivain savoyard, devenu illustre dans la France de la Restauration, est invité à s'exprimer devant l'Académie française. Les académiciens lui font une ovation et lui offrent un fauteuil. Dans le discours d'accueil, sa fille Constance de Maistre, qui l'accompagne, relève un beau compliment : « C'est ici, au milieu de nous, que vous devriez être, monsieur le comte, et nous vous considérons comme l'un des nôtres ».
Il est élu le 23 avril 1820 à l'Académie des sciences, belles-lettres et arts de Savoie, avec pour titre académique Effectif (titulaire).
À son retour, Joseph de Maistre est nommé président de la Chancellerie, avec rang de ministre d'État. Il meurt à Turin le 26 février 1821,. Il repose dans l’Église des Saints Martyrs.

### Union et postérité
Joseph de Maistre épouse le 17 septembre 1786, Françoise-Marguerite de Morand (1759-1839), dite « Madame Prudence », fille de Jean-Pierre de Morand de Saint-Sulpice (1703-1759) et d'Anne-Marie Favier du Noyer (1732-1812), dont il eut :
1. Adèle (1787-1862), mariée en 1843 avec Hippolyte Terray de Rozières (22 janvier 1774 - Paris † 11 août 1849 - Chambéry), préfet de la Côte-d'Or (1815) puis de Loir-et-Cher (1816) et officier de la Légion d'honneur (18 janvier 1818) ; sans postérité.
2. Anne André Rodolphe de Maistre (en italien : Rodolfo Andrea) (22 septembre 1789 † 5 février 1866 - Borgo), comte de Maistre, général d'armée, gouverneur de la ville et comté de Nice, chevalier de l'ordre de l'Annonciade (25 décembre 1846), marié, le 5 juin 1820, avec Charlotte Espérance dite Azélie de Plan de Sieyes de Veynes (1799 - 1881), dont il eut onze enfants, dont Charles de Maistre (1832-1897), personnalité du catholicisme social ;
3. Xavière Anne Nicole, Constance (1793-1882), mariée le 26 novembre 1833 à Gênes avec Eugène-Alexandre de Montmorency-Laval, 4e duc de Laval (1773-1851) ; sans postérité.

## Pensée
Joseph de Maistre est le principal représentant, avec le vicomte Louis de Bonald et l'espagnol Donoso Cortès[réf. nécessaire], de l'opposition aux thèses de la Révolution française. Louis de Bonald et Joseph de Maistre avaient des théories relativement proches, comme l'exprime ce dernier peu avant sa mort : « Je n'ai rien pensé que vous ne l'ayez écrit, je n'ai rien écrit que vous ne l'ayez pensé. » Louis de Bonald n'hésite pourtant pas à mettre en valeur les exceptions qui différencient leurs deux systèmes. Il oppose au rationalisme du XVIIIe siècle le sens commun, la foi, les lois non-écrites.

### Fondement de la société
Pour Joseph de Maistre, l'individu est une réalité secondaire par rapport à la société et à l'autorité. La société ne peut fondamentalement pas se définir comme la somme des individus qui la composent. En cela, il critique la conception de Jean-Jacques Rousseau : pour Joseph de Maistre, il est impensable de constituer une société à partir d'un contrat social. Rousseau, dans son ouvrage "Du Contrat Social", soutient que la société est fondée sur un contrat volontaire entre individus libres et égaux qui choisissent de vivre ensemble pour leur bénéfice mutuel. Selon Rousseau, ce contrat social est à la base de la légitimité politique et de la souveraineté populaire.
En revanche, de Maistre rejette cette vision contractuelle et égalitariste. Il affirme que les individus ne peuvent pas fonder les sociétés, ils en sont incapables de par leur nature. De Maistre considère que la société est une entité organique et hiérarchique, où l'autorité est imposée de manière top-down[Quoi ?], souvent vue comme divinement ordonnée. Pour lui, l'ordre social préexiste aux individus et les façonne dès leur naissance. Le pouvoir forme les individus, mais les individus ne forment pas le pouvoir. Cette divergence fondamentale repose sur une conception différente de la nature humaine : Rousseau voit l'homme comme essentiellement bon mais corrompu par la société, tandis que de Maistre voit l'homme comme naturellement imparfait et ayant besoin d'une autorité supérieure pour être guidé et civilisé.
Joseph de Maistre affirme qu'il n'avait jamais vu d'Homme : il voulait dire par là que l'Homme, en tant qu'entité abstraite, n'existe pas. L'Homme appartient avant tout à la société. Les êtres se définissent en fonction du contexte particulier dans lequel ils vivent, en considération de l'organisme politique dont ils sont une cellule. En d'autres termes, un individu isolé n'est rien, puisqu'il est abstraitement séparé de l'autorité et des traditions qui unissent la société.
De Maistre s'inscrit dans une tradition de pensée contre-révolutionnaire, rejetant les idéaux des Lumières et de la Révolution française, qu'il considérait comme des perturbations de l'ordre naturel et divin. Selon lui, l'autorité et la hiérarchie sont des manifestations de la volonté divine, et toute tentative de les renverser est vouée à l'échec et au chaos.
Ayant surtout une tendance destructrice (étant par essence des êtres corrompus dotés de facteurs négatifs aux yeux du théoricien), les hommes parviennent surtout à détruire la société. Toutefois, ils n'en sont même pas capables, puisqu'ils sont portés par une Providence qui se sert des individus pour la régénérer. De Maistre soutenait que cette Providence utilisait les bouleversements sociaux pour purger les sociétés de leurs corruptions et les rétablir sur des bases plus solides. Cette vision providentialiste implique que même les événements les plus perturbateurs ont un sens dans l'économie divine et contribuent, en fin de compte, à un ordre supérieur.

### La Providence
La Providence est un concept important chez Joseph de Maistre. Ainsi la Révolution, bien qu'elle semble être une initiative d'individus, est en fait, à ses yeux, une manifestation de la Providence, qui ne cesse d'intervenir dans le cours des affaires humaines (c'est également pour lui le cas des guerres). Cela est pour lui visible dans le déroulement de la Révolution Française : le fait même qu'elle dégénère prouve qu'une force supérieure était le moteur de cet événement.
Pour Joseph de Maistre, le corps politique étant constitué à l'image d'un organisme vivant, il peut quelquefois être malade : cette maladie se révèle par l'affaiblissement de l'autorité et de l'unité qui lient la société. Aussi, pour punir les Hommes et pour régénérer efficacement la société, la Providence les entraîne dans des rébellions contre l'autorité, telle que la Révolution française. Les Hommes, se croyant maîtres de leur destin, se lancent en réalité dans l'exécution de leur propre châtiment, devenant leurs propres bourreaux (ainsi Joseph de Maistre analyse-t-il le régime de la Terreur comme une conséquence inhérente au mouvement révolutionnaire). La révolution une fois passée, tel un remède, l'organisme politique est débarrassé des éléments qui l'affaiblissent ; le pouvoir est plus fort, la société davantage unifiée. Le sacrifice des individus est un mal nécessaire pour la sauvegarde du corps social. Joseph de Maistre, dans ses formulations les plus imagées, n'hésite pas à évoquer le sang que réclame la terre pour rendre la justice et qu'elle obtient par la guerre que se font les Hommes.
Le rapport entre l'individu et la Providence reste très paradoxal dans la pensée de Joseph de Maistre : les Hommes sont à la fois capables de bouleverser la société dans laquelle ils vivent et dépossédés de leur rôle actif par la Providence, qui en fait fondamentalement des êtres passifs.

### La théocratie
Si Joseph de Maistre s'en prend au régime républicain et au protestantisme, c'est qu'il les considère comme des productions individuelles. Le premier est un gouvernement divisé, puisqu'il met les individus au pouvoir ; le protestantisme est, quant à lui, une religion négative (religion qui proteste et n'affirme rien de positif à ses yeux), qui dissout en refusant l'autorité, l'insurrection de la volonté individuelle contre la raison générale. L'individu est en effet un facteur qui divise, là où le pouvoir et l'autorité unifient.
Toute religion doit pour de Maistre être sociale ; or, le protestantisme n'étant pas social à ses yeux, voire anti-souverain par nature, il n'est pas une religion. C'est pourquoi de Maistre considère que toute religion, du moment qu'elle sert à l'unité sociale, est susceptible de porter un gouvernement, et d'être portée par ce dernier.
La religion doit apporter des croyances communes, et apporter la cohésion de l'organisme politique. Elle doit protéger le pouvoir autant que le pouvoir doit la protéger. Il n'est donc pas question de séparer l'Église de l'État, bien au contraire. C'est pourquoi Joseph de Maistre prônera un régime de type théocratique, dans lequel la religion tient un rôle fortement structurant, devant apprendre aux sujets le respect aveugle pour l'autorité et « l'abnégation de tout raisonnement individuel ».

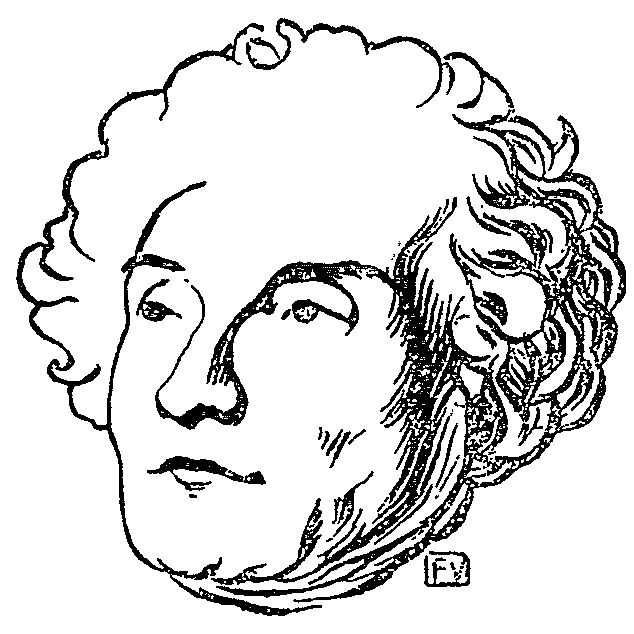
Portrait par Félix Vallotton.

Si Jean-Jacques Rousseau s'accordait également à dire que la religion était nécessaire au corps politique, il rejetait en revanche le christianisme comme étant ennemi de la république.
Chez Joseph de Maistre, à l'inverse, la religion chrétienne est la plus adaptée, car elle soutient parfaitement la monarchie et se base sur la tradition, sans laquelle il est impossible que soit fondée une religion. Or, la monarchie est elle-même le régime politique le plus adapté : comme il l'affirme dans ses Considérations sur la France, la monarchie est un équilibre qui s'est constitué au fil de l'histoire. C'est un régime tempéré mais fort, et qui ne tend pas, selon lui, vers la violence, à l'inverse de la république qu'il voit comme un régime déséquilibré et instable. De plus, la monarchie est le régime qui respecte le plus ce qu'il considère comme un fait naturel : à savoir l'inégalité entre les hommes, que la monarchie intègre dans son organisation, et qui est relativisée grâce à l'égalité de tous dans leur assujettissement au roi. Pour Joseph de Maistre, la république y substitue une égalité utopique, qui ne prend pas en compte la véritable nature de l'Homme. Car ce dernier doit vivre en société, et toute société doit être structurée autour d'une hiérarchie, ce qui justifie donc l'existence d'ordres dans la société.
Pour Joseph de Maistre, le pouvoir temporel doit se conformer aux voies de la Providence. Un régime théocratique est alors pour lui le plus adapté, tandis que la reconnaissance de l'autorité religieuse le pousse à reconnaître la suprématie temporelle du pape.
Les théories de Joseph de Maistre, peu connues à la Révolution, connaîtront par la suite un grand succès chez les ultra-royalistes et les conservateurs. Intéressantes pour effectuer une mise en perspective du phénomène révolutionnaire, elles présentent une réflexion poussée et riche en paradoxes, bien identifiable parmi les courants de pensée conservateurs.
Joseph de Maistre eut également une postérité à la fois plus spirituelle et plus littéraire, via plusieurs auteurs qu'il influença considérablement : Honoré de Balzac, mais surtout Charles Baudelaire (par exemple dans ses poèmes Correspondances ou Réversibilité), Antoine Blanc de Saint-Bonnet, Jules Barbey d'Aurevilly et Ernest Hello, lesquels ont marqué ensuite toute la littérature catholique du XXe siècle - de Léon Bloy, Bernanos et Paul Claudel jusqu'à Léon Tolstoï, dans Guerre et Paix.

### Critique de la Révolution
Bien après son passage dans la franc-maçonnerie, il sera un des plus importants théoriciens de la pensée « contre-révolutionnaire », catholique, violemment anti-protestante, et absolutiste de droit divin comme en témoigne Les Soirées de Saint-Pétersbourg (les Quatre premières), ce qui ne permet pas de l'aligner [Quoi ?] sur le Britannique Edmund Burke) [pas clair]. Il récusait en bloc les Révolutions françaises, aussi bien la Terreur que celle de 1789, autrement dit les droits de l'Homme, qu'il jugeait contraires à l'ordre politique et social traditionnel des nations européennes. Il analyse la Réforme calviniste et le luthéranisme allemand comme les racines de la Révolution, et met en garde le tsar de Russie contre ces mouvements. Finalement, il sera désigné comme un anti-Lumières. Dans la mouvance de la radicalité de droite internationale (telle que l'alt right), il est désigné comme un des fondateurs modernes du traditionalisme à l'instar, au XXe siècle, de Julius Evola.

## Œuvres
- Nobilis Ioseph Maistre Camberiensis ad i.u. lauream anno 1772. die 29. Aprilis hora 5. pomeridiana (Turin, 1772).
- Éloge de Victor-Amédée III (Chambéry, 1775).
- Lettres d'un royaliste savoisien à ses compatriotes (Lausanne, 1793).
- Étude sur la souveraineté (1794, posth.)[29].
- Lettre de Jean-Claude Têtu, maire de Montagnole, district de Chambéry, à ses chers concitoyens, les habitants du Mont Blanc. (Chambéry, Chez Gorin père et fils, imprimeurs du département, 1795, 15 p.)[30].
- De l'État de nature ou Examen d'un écrit de Jean-Jacques Rousseau sur l'inégalité des conditions (1795)[31].
- Considérations sur la France (Londres Bâle, 1796)[32].
- Intorno allo stato del Piemonte rispetto alla carta moneta (Turin, Aoste, Venise, 1797-1799).
- Essai sur le principe générateur des constitutions politiques (Saint-Pétersbourg, 1814)[33].
- Du Pape, Lyon, Rusand, 1819, 2 volumes. (Écrit en collaboration avec Guy-Marie de Place, c'est une apologie de la théocratie pontificale, au spirituel comme au temporel ; cette œuvre inspira l'ultramontanisme du XIXe siècle)[34],[note 23]. Seconde édition « augmentée et corrigée par l'auteur », Lyon, Rusand, 1821, 2 vol.
- De l'Église gallicane dans son rapport avec le Souverain Pontife pour servir de suite à l'ouvrage intitulé Du Pape,Paris-Lyon, 1821 (posthume)[35].
- Les Soirées de Saint-Pétersbourg ou Entretiens sur le gouvernement temporel de la Providence, suivies d'un Traité sur les Sacrifices, édit. Rodolphe de Maistre, Lyon et Paris, J.B. Pélagaud et Cie, imprimeurs-libraires, 1821, 2 vol. posth[36].
- Lettres a un gentilhomme russe sur l'inquisition espagnole, édit. Rodolphe de Maistre (Paris, 1822, posth.)[37].
- Examen de la philosophie de Bacon, édit. par Rodolphe de Maistre (Paris, 1836, 2 vol. posth.)[38].
- Catéchisme de controverse. Suivi d'une Lettre sur la maxime qu'un honnête homme ne change jamais de religion, Avignon, Seguin aîné, 1832 (posth. ; rééd. en 1838)[39].
- Lettres et opuscules inédits du comte Joseph de Maistre, édit. Rodolphe de Maistre (Paris, 1853, 2 vol. posth.)[40],[41],[42].
- Mémoires politiques et correspondance diplomatique, édit. Albert Blanc (Paris, 1858)[43].
- Œuvres inédites, édit. Charles de Maistre (Paris, 1870, posth.)
- Œuvres complètes de Joseph de Maistre (Lyon, 1884-1886, 14 vol.)
- Joseph de Maistre, Œuvres, éd. par Pierre Glaudes, Paris, Robert Laffont, 2007.
- Quatre chapitres sur la Russie, éd. établie, présentée et annotée par Pierre Glaudes, éditions Vagabonde, 2024.

## Institut d'études maistriennes
Institut fondé par Jacques Lovie en 1975 au sein du Centre universitaire de Savoie. Voir aussi l'Association des amis de Joseph et Xavier de Maistre. Publication de la Revue des études maistriennes.